# Гленарден (Мериленд)
Гленарден (енгл. Glenarden) град је у америчкој савезној држави Мериленд.

## Демографија
По попису из 2010. године број становника је 6.000, што је 318 (-5,0%) становника мање него 2000. године.
| Група             | 2000.         | 2010.         |
| Белци             | 50 (0,8%)     | 36 (0,6%)     |
| Афроамериканци    | 6.051 (95,8%) | 5.526 (92,1%) |
| Азијати           | 41 (0,6%)     | 38 (0,6%)     |
| Хиспаноамериканци | 48 (0,8%)     | 362 (6,0%)    |
| Укупно            | 6.318         | 6.000         |